# 49-я гвардейская ракетная дивизия
49-я гвардейская ракетная Станиславско-Будапештская Краснознамённая дивизия  — соединение в составе Ракетных войск стратегического назначения (в/ч 34154), расположенная в г. Лида Белоруссия.
В составе дивизии четыре ракетных полка

## История
На основании директивы МО СССР в мае 1960 на базе управления 18-го гвардейского армейского Станиславско-Будапештского Краснознамённого корпуса и управления 34-й миномётной бригады сформирована 213-я ракетная бригада.
Директивой МО СССР в апреле 1961 года 213-я ракетная бригада преобразована в 49-ю ракетную дивизию. Дивизии по преемственности переданы гвардейское и почётное наименования и орден 18-го армейского корпуса. Дата годового праздника — 11 июня. Штаб — г. Лида.
Дивизия имела в составе четыре ракетных полка. На стадии формирования в дивизии был большой некомплект офицерского и рядового состава. Совершенно отсутствовали специалисты, знающие ракетное вооружение и имеющие хотя бы некоторый опыт работы с ним. Вскоре в дивизию была доставлена ракета 8Ж38 с полным комплектом наземного оборудования и компоненты ракетного топлива. Военнослужащие получили первый практический опыт работы с ракетным оружием, отрабатывая все операции с ракетой 8Ж38.
Несколько позже все полки 49-й ракетной дивизии провели учебно-боевые пуски ракет 8К51 на полигоне Капустин Яр. Предполагалось вооружить окончательно сформированную дивизию межконтинентальными баллистическими ракетами Р-16У (8К64У), но позднее оба полка перевооружены на комплекс 8К75. Чтобы ускорить подготовку боевых расчётов, командование корпуса приняло решение осуществлять подготовку непосредственно на полигоне Байконур.
В сентябре 1962 года — дивизия как целостное соединение межконтинентальных ракет было расформировано, два ракетных полка были передислоцированы в состав 50-й ракетной армии, один полк был расформирован и только один полк, для которого к тому времени были построены боевые стартовые позиции, остался в Омске.
К 5.10.1962 г. она передислоцируется в Лиду из Омска. Здесь дивизия получила ракетные полки, вооружённые ракетным комплексом 8К63, из уже существующих ракетных соединений:
- 170-й ракетный полк (2 дивизиона) н.п. Минойты возле г. Лида
- 142-й ракетный полк (2 дивизиона) д. Бердовка возле Ивье
- 376-й ракетный полк (3 Дивизиона) п. Гезгалы
- 306-й ракетный полк (3 дивизиона) г. Слуцк

Все полки были полностью укомплектованы личным составом, ракетной и другой техникой и несли боевое дежурство. В 1969 году в состав ракетных полков дивизии вошли группы регламентных работ, которые заменили мастерские.
Расформирована к 1.01.1997 г.
Из интервью журналистам последнего командира ракетной дивизии генерал-майора Иванцова А. И.:

« …Дивизия была вооружена ракетным комплексом „Тополь“. Было 4 ракетных полка, по 9 пусковых установок. Итого 36 пусковых установок. Головная часть моноблочная, мощность — 500 килотонн, 0,5 мегатонн. И можете представить, что тот „толстяк“, что был сброшен США на Хиросиму, он был порядка 20 килотонн. А у нас на… представьте себе.»
— 

## Состав
- Состав 49-й ракетной дивизии менялся за годы дислокации на территории БВО. Дивизия получала полки из других соединений РВСН и отдавала свои ракетные полки этим соединениям.[1]

Состав дивизии в 1962 году
- 170-й ракетный полк (п. Минойты)
- 376-й ракетный полк (п. Гезгалы)
- 306-й ракетный полк (г. Слуцк)
- 142-й ракетный полк (г. Новогрудок)
- 85-й ракетный полк (г. Пинск)

Состав дивизии в 1980 году
- 170-й ракетный полк (п. Минойты)
- 376-й ракетный полк (п. Гезгалы)
- 638-й ракетный полк (г. Слоним)
- 85-й ракетный полк (г. Пинск)

Состав дивизии в 1985 году
- 170-й ракетный полк (п. Минойты)
- 376-й ракетный полк (п. Гезгалы)
- 638-й ракетный полк (г. Слоним)
- 403-й ракетный полк (п. Ружаны)
- 56-й ракетный полк (п. Засимовичи)

Состав дивизии в 1991 году
- 170-й ракетный полк (п. Минойты)
- 376-й ракетный полк (п. Гезгалы)
- 403-й ракетный полк (п. Ружаны)
- 56-й ракетный полк (п. Засимовичи)

## Вооружение
- В различные годы на вооружении ракетной дивизии состояли: Р-12 (8К63) с 1960 по 1981, 15Ж45 с 1981 по 1990, РТ-2ПМ (15Ж58) с 1989 по 1996.

## Командование
- генерал-майор Курасанов, Пётр Семёнович 14.06.1961 — 01.03.1965
- генерал-майор Глущенко, Андрей Иванович 01.03.1965 — 01.06.1973
- генерал-майор Жуков, Юрий Аверкиевич 01.06.1973 — 18.12.1975
- генерал-майор Корсун, Фёдор Иванович 18.12.1975 — 10.07.1978
- генерал-майор Муравьёв, Владимир Александрович 10.07.1978 — 15.08.1982
- генерал-майор Новиков, Владимир Иванович 15.08.1982 — 22.07.1985
- генерал-майор Жарко, Виктор Харитонович 22.07.1985 — 29.06.1989
- генерал-майор Козлов, Александр Васильевич 29.06.1989 — 21.01.1994
- генерал-майор Кривов, Анатолий Евгеньевич 21.01.1994 — 15.04.1995
- генерал-майор Иванцов, Анатолий Иванович 15.04.1995 — 01.09.1997